# Pentaerytrytol
Pentaerytrytol, pentaerytryt, C(CH
2OH)
4 – organiczny związek chemiczny z grupy alkoholi polihydroksylowych. Jest tetraolem zbudowanym ze szkieletu neopentanu podstawionego czterema pierwszorzędowymi grupami hydroksylowymi. 
Został otrzymany w roku 1891 przez Bernharda Tollensa (1841–1918) i jego ucznia, P. Wiganda, w reakcji acetaldehydu i formaldehydu w środowisku zasadowym:
2CH
3CHO + 8CH
2O + Ca(OH)
2 → 2C(CH
2OH)
4 + Ca(HCOO)
2
Po zagęszczeniu mieszaniny reakcyjnej pentaerytrytol wydziela się w formie krystalicznej.
Ulega łatwo estryfikacji z kwasem azotowym i wykorzystywany jest jako substrat do produkcji materiału wybuchowego pentrytu (tetraazotanu pentaerytrytolu). Tetraestry z kwasami karboksylowymi stosowane są jako ciecze elektroizolacyjne.
Stosuje się go także do otrzymywania stabilizatorów poli(chlorku winylu). 